# Nemanja Cavnić
Nemanja Cavnić (født 5. september 1995, Podgorica, Montenegro) er en montenegrinsk professionel fodboldspiller, der spiller som central forsvarsspiller for den danske fodboldklub HB Køge i 1. division.